# Марія Телкеш
Марія Телкеш (угор. Telkes Mária; 12 грудня 1900 — 2 грудня 1995) — угорсько-американська науковиця (хімік, біофізик), винахідниця, працювала над технологіями сонячної енергії.

## Життєпис
Народилась 1900 року в Будапешті. Отримавши ступінь докторки філософії з фізичної хімії, переїхала до США. Там працювала біофізикинею, а з 1939 по 1953 рік була залучена до вивчення та дослідження сонячної енергії в Массачусетському технологічному інституті. 1947 року створила перший в світі термоелектричний генератор, розробила першу систему опалення на сонячній енергії для Dover Sun House (побудовано архітекторкою Елеанор Реймонд) та створила 1953 року перший термоелектричний холодильник, використовуючи принципи напівпровідникової термоелектрики.
Була плідною винахідницею практичних термічних приладів, в тому числі мініатюрного блоку опріснення для використання на рятувальних шлюпках, який використовував сонячну енергію та конденсат, щоб збирати питну воду. Цей винахід рятує життя пілотів і моряків, які опинились у відкритому морі без прісної води.
Однією зі спеціальностей Марії Телкеш була робота з сольовими грілками, в тому числі з розплавленою сіллю для зберігання тепла. Улюбленим матеріалом був сульфат натрію.
Телкеш вважається одною з засновників сонячних систем для зберігання тепла, через що отримала прізвисько «Королева сонця». У 1970-х переїхала до Техасу, де консультувала різноманітні стартап-компанії з виробництва сонячної енергії, включаючи Northrup Solar, яка згодом стала називатися ARCO Solar та врешті стала BP Solar.
Останні роки жила в Маямі. Померла 2 грудня 1995 в Будапешті, куди вирішила поїхати вперше після еміграції. На її честь названо кілька шкіл у США: Школа імені Марії Телкеш в Південній Кароліні, Середня школа Марії Телкеш в Сан-Франциско та Старша школа імені Марії Телкеш в Огайо.

## Нагороди
- 1952 — Нагорода громади інженерок
- 1977 — Американське товариство сонячної енергії, премія Чарльза Грілі Аббота
- 2012 — введена до Національної зали слави винахідників США